# Stilma
Stilma is een historisch merk van motorfietsen.
De bedrijfsnaam was : Sociéta Torinese Idustrie Lavorazioni Meccaniche e Affini di Torino.
Het was een Italiaans bedrijf dat in 1948 een 500cc-eencilinder motorfiets begon te maken. Meer is er over het merk niet bekend.